# Moj mikro
Moj mikro – słoweńskie czasopismo poświęcone tematyce komputerowej, wydawane w latach 1984–2015. Jego pierwszy numer ukazał się w czerwcu 1984 roku.
Było najstarszym tego rodzaju periodykiem wydawanym w Słowenii. Czasopismo wychodziło w dwóch językach: słoweńskim i serbsko-chorwackim.
Pierwszy numer w języku serbsko-chorwackim ukazał się w 1985 roku.
Wydawcą czasopisma była firma Delo revije.